# Doktor House (3. évad)
A Doktor House című amerikai kórházsorozat harmadik évadát 2006. szeptember 5-én mutatták be az Egyesült Államokban a FOX csatornán. Magyarországon 2007 novemberében debütált a TV2-n, majd 2023-ban új szinkronnal a SkyShowtime streamingszolgáltatónál.
Az évad első felében House lábfájdalmai átmenetileg elmúlnak, ezt követően azonban visszatér. Az egyik részben feltűnik az egyik vizsgálóban egy beteg, akit House a tőle megszokott stílusban kezel (vagyis lekezel). Erről a betegről később kiderül, hogy rendőrnyomozó, aki igazoltatja, amikor House gyorsan hajt motorjával. Miután a vérében Vicodint talál, elhatározza, hogy bosszúból rács mögé juttatja őt, és ennek érdekében nem restelli House kollégáit is presszionálni. Bár megmenekül, Wilson és Cuddy elvonóra küldik őt, ráadásul az évad végén a csapata is széthullik.
Az évad magyar szinkronjának felvétele közben halálos autóbalesetet szenvedett Selmeczi Roland, Dr. Wilson magyar hangja. A 2008. február 13-án bemutatott "Szavakkal és tettekkel" című résztől Szabó Sipos Barnabás lett a karakter hangja.

## Szereplők

### Főszereplők
- Hugh Laurie mint Dr. Gregory House (magyar hangja Kulka János, a SkyShowtime szinkronjában Fekete Ernő)
- Lisa Edelstein mint Dr. Lisa Cuddy (magyar hangja Györgyi Anna)
- Omar Epps mint Dr. Eric Foreman (magyar hangja Holl Nándor)
- Robert Sean Leonard mint Dr. James Wilson (magyar hangja Selmeczi Roland, a 3.évad 10. epizódjáig, a 3. évad 11. epizódjától Szabó Sipos Barnabás, a SkyShowtime szinkronjában Varga Gábor)
- Jennifer Morrison mint Dr. Allison Cameron (magyar hangja Zsigmond Tamara)
- Jesse Spencer mint Dr. Robert Chase (magyar hangja Fekete Zoltán)

### Visszatérő szereplők
- David Morse mint Michael Tritter nyomozó (magyar hangja Bognár Zsolt)
- Stephanie Venditto mint Brenda Previn nővér
- Kadeem Hardison mint Howard Gemeiner
- Leighton Meester mint Ali
- Edward Edwards mint Richard McNeil
- Ron Perkins mint Dr. Ron Simpson
- Charles S. Dutton mint Rodney Foreman
- Kimberly Quinn mint Wendy nővér

### Vendégszereplők
Jane Adams, Erich Anderson, Omar Avila, Jurnee Smollett-Bell, Geoffrey Blake, Tanner Blaze, Ben Bledsoe, Marc Blucas, Mika Boorem, Kacie Borrowman, David Bowe, Paula Cale, Helen Carey, Greg Cipes, Monique Gabriela Curnen, Dabier, Meredith Eaton, Mary Elizabeth Ellis, Shonda Farr, Arabella Field, Colleen Flynn, Lyndsy Fonseca, Thomas Mikal Ford, Patrick Fugit, Carla Gallo, Christopher Gartin, Jason Winston George, Skyler Gisondo, Meta Golding, Meagan Good, Eve Gordon, Joel Grey, Tracy Howe, Carter Jenkins, Dustin Joiner, Heather Kafka, Krista Kalmus, Tory Kittles, Clare Kramer, Deborah Lacey, Nick Lane, John Larroquette, Brian Leckner, Sheryl Lee, Geoffrey Lewis, Braeden Lemasters, Tess Lina, Jodi Long, Donald Sage Mackey, Bailee Madison, Wendy Makkena, Stephan Markle, Dave Matthews, Shyann McClure, Michael Medico, Joel David Moore, Zeb Newman, Jenny O'Hara, Slade Pearce, Piper Perabo, Adina Porter, Kathleen Quinlan, Annie Quinn, Anne Ramsay, Mercedes Renard, Jake Richardson, Tyson Ritter, Jenny Robertson, Alan Rosenberg, Vyto Ruginis, Jessy Schram, Dustin Seavey, Alyssa Shafer, Kurtwood Smith, Tony Spiridakis, Josh Stamberg, Cassi Thomson, Cooper Thornton, Beverly Todd, Mandy June Turpin, Raviv Ullman, Pruitt Taylor Vince, Jascha Washington, Damien Dante Wayans, Katheryn Winnick és Jamison Yang.

## Cselekmény
|  | Alább a cselekmény részletei következnek! |

| Sor. | Év. | Cím                                                 | Rendező             | Író                                                            | Premier                                 | Nézettség    |
| --- | --- | --------------------------------------------------- | ------------------- | -------------------------------------------------------------- | --------------------------------------- | ------------ |
| 47. | 1.  | Jelentés (Meaning)                                  | Deran Sarafian      | Russel Friend & Garrett Lerner & Lawrence Kaplow & David Shore | 2006. szeptember 5. 2007. november 21.  | 19,55 millió |
| House a kezelés után átmenetileg nem érez semmilyen fájdalmat a lábában, ettől a kedélye is jobb, és mindjárt két esetet is elvállal. Az elsőben a kerekesszékes Richard különösebb ok nélkül begurul egy medencébe. Mindenki öngyilkossági kísérletnek könyveli el az esetet, House azonban másként vélekedik, ezért az elmúlt nyolc év összes vizsgálatát megismételteti a férfin. Ez roppant sok munkát jelent, hiszen Richard az elmúlt nyolc évben több mint kétszáz tünetet produkált. A másik beteg, Caren, egy jógaóra után nyaktól lefelé megbénult. Végső diagnózis: Addison-kór (Richard), skorbut (Caren) |     |                                                     |                     |                                                                |                                         |              |
| 48. | 2.  | Káin és Ábel (Cane and Able)                        | Daniel Sackheim     | Russel Friend & Garrett Lerner & Lawrence Kaplow & David Shore | 2006. szeptember 12. 2007. november 28. | 15,74 millió |
| A hétéves Clancy rektális vérzéssel érkezik a kórházba és azt állítja, hogy elrabolták az idegenek. Miután több tesztet is elvégeznek rajta, és azok eredménye következetlen és ellentmondásos, még egy darab fémet is találnak a nyakában, ami miatt a csapat elbizonytalanodik. Cuddy és Wilson ügy döntenek, hogy nem mondják meg House-nak az igazat a legutóbbi esete kapcsán, mert majd úgy tanul egy kis alázatot. Mikor azonban House feladni látszik a fiú esetét, Cuddy úgy dönt, mégis beszél. Végső diagnózis: kimérizmus |     |                                                     |                     |                                                                |                                         |              |
| 49. | 3.  | Tudatos beleegyezés (Informed Consent)              | Laura Innes         | David Foster                                                   | 2006. szeptember 19.                    | 13,67 millió |
| A szakmai körökben ismert és elismert Ezra Powell kutatóorvos House legújabb betege. Egy sor vizsgálat után sem derül ki azonban, miért omlott össze a férfi vérkeringése. Powell feladja a reményt, és azt kéri a kollégáitól, hogy segítsék a halálba. Ez morális kérdéseket is felvet, ráadásul az sem biztos, hogy végül nem lesz a betegségére gyógymód. A rendelésen egy fiatal lány, Ali kezdi el a szerelmével bombázni House-t. Végső diagnózis: szívelégtelenség, amyloidosis |     |                                                     |                     |                                                                |                                         |              |
| 50. | 4.  | Vonalak a homokban (Lines In The Sand)              | Newton Thomas Sigel | David Hoselton                                                 | 2006. szeptember 26. 2007. december 19. | 14,52 millió |
| House legújabb betege Adam, a tízéves autista kisfiú, aki látszólag minden ok nélkül ordít. Cuddy elviteti House irodájából a vérfoltos szőnyegét, ami nem tetszik neki és követeli vissza. Mivel nem kapja meg, nem hajlandó betenni a lábát az irodájába, ezért a kórházban bolyong. Ali eközben továbbra is a szerelmével bombázza és ez kezd bosszantó lenni. Végső diagnózis: orsóféreg (Adam), Coccidioidomycosis (Ali) |     |                                                     |                     |                                                                |                                         |              |
| 51. | 5.  | A szerelem bolondjai (Fools For Love)               | David Platt         | Peter Blake                                                    | 2006. október 31. 2008. január 2.       | 14,18 millió |
| Egy fiatal nőt szállítanak be a kórházba légzési problémákkal és különböző hasi fájdalmakkal, miután őt és férjét megtámadták és kirabolták. Amikor a férj elájul, House és csapata úgy vélik, hogy a házaspár tünetei kapcsolatban állnak egymással. Időközben Michael Tritter, egy klinikai páciens okoz House számára bosszúságot. Végső diagnózis: örökletes angioödéma |     |                                                     |                     |                                                                |                                         |              |
| 52. | 6.  | Lesz, ami lesz (Que Sera Sera)                      | Deran Sarafian      | Thomas L. Moran                                                | 2006. november 7. 2008. január 9.       | 16,11 millió |
| Nagy nehézségek árán visznek be egy nagyon kövér férfit a kórházba, de a vérképe annyira jónak bizonyul, hogy House tanácstalanul áll a férfi rosszullétei előtt. A férfi ráadásul nem hagyja magát komolyabban kivizsgáltatni, mert meg van róla győződve, hogy a betegségének semmi köze nincs a kóros elhízásához. Cameron, Foreman és Chase elképedve szemlélik, ahogy House kijátssza a páciensét, hogy tovább vizsgálhassa. Eközben még vitába is keveredik egy korábbi páciensével, Tritterrel, aki még aznap bosszút áll rajta, és letartóztatja. Végső diagnózis: kissejtes tüdőrák |     |                                                     |                     |                                                                |                                         |              |
| 53. | 7.  | A kómás fickó fia (Son of a Coma Guy)               | Dan Attias          | Doris Egan                                                     | 2006. november 14. 2008. január 16.     | 14,6 millió  |
| House úgy dönt, hogy felébreszt egy mesterséges altatásban lévő embert, hogy annak súlyos beteg fián segítsen. Ugyanis ő az egyetlen, még élő rokona a fiúnak. Wilson összetűzésbe kerül House-szal egy lopott recepttömb miatt, Tritter pedig megpróbálja magát behízelegni az orvosi csapat tagjainál, hogy információkat húzzon ki belőlük, és azt House ellen felhasználhassa. Végső diagnózis: MERRF-szindróma |     |                                                     |                     |                                                                |                                         |              |
| 54. | 8.  | Lássuk a medvét! (Whac-A-Mole)                      | Daniel Sackheim     | Pamela Davis                                                   | 2006. november 21. 2008. január 23.     | 15,2 millió  |
| House-ék legújabb páciense egy 18 éves fiú, aki szívrohammal és állandó hányással került be a kórházba. Mióta meghaltak a szüleik, ő viseli a gondját öccsének és húgának. Egy vizsgálat után House úgy véli, rájött a megoldásra, amit leír, betesz egy borítékba, és egy játékra invitálja a csapatát. Eközben mivel Wilson sem hajlandó segíteni Tritternek, a nyomozó eléri, hogy ne tudjon gyógyszert felírni. Végső diagnózis: Bridges-Good szindróma |     |                                                     |                     |                                                                |                                         |              |
| 55. | 9.  | Te is fiam, Júdás? (Finding Judas)                  | Deran Sarafian      | Sara Hess                                                      | 2006. november 28. 2008. január 30.     | 17,3 millió  |
| House és a csapat a fiatal Alice-t vizsgálja, akinek hasnyálmirigy-gyulladása van, de hiába műtik meg, látszólag mindenre allergiás. Mivel az elvált szülei nem hajlandóak megegyezni a kezeléseket illetően, és azt sem hagyják, hogy House döntsön helyettük, House-nak nincs más választása, és bíróságra viszi az ügyet, hogy az döntsön. Miután fogyóban a Vicodinja, Cuddyhoz fordul, ő azonban ahelyett hogy felírna neki, csökkenti az adagját. Végső diagnózis: fényallergia |     |                                                     |                     |                                                                |                                         |              |
| 56. | 10. | Kiskarácsony, kiskarácsony (Merry Little Christmas) | Tony To             | Liz Friedman                                                   | 2006. december 12. 2008. február 6.     | 11,77 millió |
| Karácsony van, Wilson pedig közli House-szal, hogy megegyezett Tritterrel, és neki három napja van elfogadni azt. Ennek lényege, hogy beismerő vallomás esetén megúszhatja egy elvonóval, és az állását is megtarthatja.A bajt pedig csak tetézi, hogy Dr. Cuddy is megvonja tőle a Vicodin adagját, majd pedig leváltja a legfrissebb esetéről, melyben egy törpenövésű kislánynak kell megmentenie az életét. House nem bírja Vicodin nélkül, és Wilson egyik halott páciense nevére kiállított hamis vénnyel szerez is magának, ezután sikerrel megoldja a kislány esetét. Wilson felajánlja, hogy House-szal tölti a karácsony estét, de ő ezt visszautasítja. Hazamegy, és beszedi az összes Vicodint, majd iszik rá. Miután Wilson meglátja őt ilyen állapotban, elszégyelli magát, és elmegy a rendőrségre, hogy közölje Tritterrel: áll az alku. Tritternek viszont már nincs szüksége a beismerésre, a hamis vény lebuktatta House-t. Végső diagnózis: Langerhans sejtes histiocytosis |     |                                                     |                     |                                                                |                                         |              |
| 57. | 11. | Szavakkal és tettekkel (Words and Deeds)            | Daniel Sackheim     | Leonard Dick                                                   | 2007. január 9. 2008. február 13.       | 17,78 millió |
| House a Vicodin jogellenes birtoklása miatt bírósági eljárásra számíthat és már ki is tűzték a meghallgatás napját. Cuddy szerint egyszerűen csak bocsánatot kellene kérnie a nyomozótól és megoldódna az ügy. Eközben egy újabb eset érkezik egy hirtelen testhőingadozásokkal és szívrohamokkal küzdő tűzoltó személyében, akinek a kezelése Foreman-ékre marad. A tárgyaláson végül Cuddy egy kis hazugsággal eléri, hogy ejtsék a vádat House ellen. Ám egy éjszakára mégis börtönbe kell mennie, mert megsérti a bíróságot amikor távozik Foreman hívása miatt. Végső diagnózis: agyhártyadaganat |     |                                                     |                     |                                                                |                                         |              |
| 58. | 12. | Egy nap, egy szoba (One Day, One Room)              | Juan J. Campanella  | David Shore                                                    | 2007. január 30. 2008. február 20.      | 27,34 millió |
| Mivel House-nak nincs egyetlen saját esete sem, ezért Cuddy, a bíróságon történtekért cserébe, két napos monstre ambuláns rendelést kér tőle. Ez meglehetősen unalmasan indul, azonban hirtelen az egyik beteg fejét fogva elkezd üvölteni és körbe-körbe rohangálni. Egy nő, akit nemi betegséggel diagnosztizáltak, miután nemrég megerőszakolták, csak House-tól fogad el kezelést. Cameron találkozik egy hajléktalannal, aki kritikus állapotban van, és egy különleges kérése is. Végső diagnózis: nemi erőszak okozta terhesség, chlamydia (Eve), tüdőrák (hajléktalan) |     |                                                     |                     |                                                                |                                         |              |
| 59. | 13. | Tű a szénakazalban (Needle in a Haystack)           | Peter O'Fallon      | David Foster                                                   | 2007. február 6. 2008. február 27.      | 24,88 millió |
| House-nak és a csapatának ezúttal egy tinédzserkorú fiúval kell foglalkozniuk, akit különös és megmagyarázhatatlan légzőszervi panaszokkal és belső vérzéssel szállítanak be a klinikára. Ám a beteg helyett Dr. House figyelmét inkább a Cuddy körül történtek kötik le. Mikor kiderül, hogy a fiú, Stevie roma származású, és gondok vannak a szüleivel, Foreman arra kéri a fiút, hogy hazudjon nekik, amivel a saját állását kockáztatja. Végső diagnózis: emésztetlen fogpiszkáló |     |                                                     |                     |                                                                |                                         |              |
| 60. | 14. | Érzéketlen (Insensitive)                            | Deran Sarafian      | Matthew V. Lewis                                               | 2007. február 13. 2008. március 5.      | 25,99 millió |
| Valentin-nap van. Cuddy pedig, hogy ne töltse egyedül a szerelmesek napját, randevúra megy egy ismeretlen férfival. Eközben House otthagyja a kötelezően rászabott sürgősségi betegellátást, hogy egy súlyos beteg, Hannah nevű kislány meggyógyításában segédkezzen a csapatnak, aki ráadásul egy különös szindrómában is szenved: egyáltalán nem érez fájdalmat. Végső diagnózis: galandféreg okozta B12-hiány |     |                                                     |                     |                                                                |                                         |              |
| 61. | 15. | Fél-nóta (Half-Wit)                                 | Katie Jacobs        | Lawrence Kaplow                                                | 2007. március 6. 2008. március 12.      | 24,4 millió  |
| House egy zongoristát, egy autista Savant-szindrómás beteget kezel, akinek rohamai vannak annak ellenére, hogy kap rá gyógyszereket. House megtudja azt is, hogy tízéves korától vannak a fiának különleges képességei, amióta elütötte egy busz. Végül választéás elé kerül: vagy előjegyzi a fiút agyműtétre, és ennek hatására egészséges lesz, de többé nem tud zongorázni, vagy minden marad a régiben. Ezalatt a csapat megtudja, hogy House páciensként jelentkezett agydaganat-kezelésre egy másik kórházba, de erről nem hajlandó beszélni, ugyanis az egész csak azért van, hogy fájdalomcsillapítót szerezhessen a lábára. Végső diagnózis: Takayasu arteritisz |     |                                                     |                     |                                                                |                                         |              |
| 62. | 16. | Szigorúan titkos (Top Secret)                       | Deran Sarafian      | Thomas L. Moran                                                | 2007. március 27. 2008. március 19.     | 20,8 millió  |
| House legújabb esete egy öbölháború-szindrómára panaszkodó veterán, akit Cuddy küld hozzá. Meg van győződve arról, hogy már látta valahol a beteget, de nem tudja hová tenni az arcát. Így nem marad más hátra, mint hogy rájöjjön, hogy tényleg valami titokzatos kórral van-e dolga. Végső diagnózis: Osler-Rendu-Weber kór |     |                                                     |                     |                                                                |                                         |              |
| 63. | 17. | Magzatpóz (Fetal Position)                          | Matt Shakman        | David Hoselton                                                 | 2007. április 3. 2008. március 26.      | 20,35 millió |
| Emmát, az állapotos híres fényképészt agyvérzéssel szállítják be a klinikára, miután összeesik egy fotózás közben. A vizsgálatok megállapítják hogy egy vérrög van a szívében, ami életveszélyt jelent ő és magzata számára. Emma, akinek már több vetélése is volt, és valószínűleg ez az utolsó esélye, hogy gyereke születhessen, jobban aggódik a magzat, mint a saját egészsége miatt. Foreman és Cuddy felfedezik Cameron és Chase titkos viszonyát, House pedig extravagáns vakációt tervez. Végső diagnózis: tükörszindróma, CCAM |     |                                                     |                     |                                                                |                                         |              |
| 64. | 18. | Légből kapott páciens (Airborne)                    | Elodie Keene        | David Hoselton                                                 | 2007. április 10. 2008. április 2.      | 21,57 millió |
| House és Cuddy hazafelé utaznak Szingapúrból, amikor az egyik utas a gépen váratlanul rosszul lesz. Cuddy járványra gyanakszik, majd amikor többen is gyomorfájdalomra panaszkodnak, kiderül, hogy a gépen felszolgált étel okozta a bajt. A kórházban eközben Wilson vezeti a csapatot, amikor is egy középkorú nőt súlyos rohammal hoznak be. Kezdetben emlőrákot diagnosztizálnak, azonban a tünetek egy sokkal bonyolultabb kórt feltételeznek. Végső diagnózis: tömeghisztéria (utasok), metil-bromid mérgezés (Fran), keszonbetegség (Peng) |     |                                                     |                     |                                                                |                                         |              |
| 65. | 19. | Légy gyerek (Act Your Age)                          | Daniel Sackheim     | Sara Hess                                                      | 2007. április 17. 2008. április 9.      | 22,41 millió |
| Egy hatéves lányt szállítanak be a klinikára, rendkívül súlyos állapotban. Az ügy furcsasága az, hogy a kislány szervezete olyan tüneteket produkál, amelyek normális esetben csak idősebb korban fordulnak elő. Mivel Chase és Cameron között egyre érezhetőbbé válik a feszültség, House azt a taktikát választja, hogy közös feladatot ad nekik. A kórismerethez elengedhetetlen első ilyen jellegű teendő az, hogy Foreman helyett ők nézzenek szét a gyermek otthonában, ahol is meggyőződnek arról, hogy a lány, és az öccse állapotához az apjuknak is köze van. Végső diagnózis: hormontúltermelődés tesztoszteron hatására |     |                                                     |                     |                                                                |                                         |              |
| 66. | 20. | Szobatisztaság (House Training)                     | Paul McCrane        | Doris Egan                                                     | 2007. április 24. 2008. április 16.     | 20,81 millió |
| House-nak és az orvosi csapat tagjainak ismét egy különös esettel kell megbirkózniuk. A fiatal nő ugyanis, aki szélhámosként tengeti mindennapjait, gyakran válik döntésképtelenné, és zavarodottságában azonnal eszméletét veszti. A tünetek előtt értetlenül állnak az orvosok. Eközben Foreman szülei a városba érkeznek, hogy szomorú hírt közöljenek a fiukkal: az édesanyja gyógyíthatatlan beteg. Végső diagnózis: Staphylococcus aureus fertőzés |     |                                                     |                     |                                                                |                                         |              |
| 67. | 21. | Család (Family)                                     | David Straiton      | Liz Friedman                                                   | 2007. május 1. 2008. április 23.        | 21,13 millió |
| Wilson betege, a leukémiában szenvedő Nick éppen csontvelő-átültetésre vár, amikor a műtét egyetlen biztos donora, a kisöccse, Matty váratlanul megbetegszik. Minden jel valamilyen komoly fertőzésre utal, így némi nyomozás, illetve a vizsgálatok után kiderül, hogy a tízéves kisfiúnak szívizomkárosodása van. House-ék vagy az azonnali, és nagyon veszélyes műtét mellett döntenek, vagy rekordidő alatt új donor után néznek, ugyanis Nick-nek már csak 5 napja maradt az életmentő beültetésig. Végső diagnózis: Histoplasmosis |     |                                                     |                     |                                                                |                                         |              |
| 68. | 22. | Felmondás (Resignation)                             | Martha Mitchell     | Pamela Davis                                                   | 2007. május 8. 2008. április 30.        | 21,36 millió |
| Foreman úgy dönt, hogy felmond, és senki sem érti, hogy miért. Ezalatt House és a csapata - még Foreman-nel együtt - megpróbálnak rájönni egy 19 éves főiskolás lány különös betegségének okára. A lány ugyanis edzés közben egyszer csak rosszul lett, és vért köhögött fel, de az okokat az orvosok egész egyszerűen nem találják. Lassan az is kiderül, hogy Foreman azért akar felmondani, mert nem akar House-zá válni. Végső diagnózis: öngyilkossági kísérlet, sipoly miatt kialakult fertőzés a vékonybélben |     |                                                     |                     |                                                                |                                         |              |
| 69. | 23. | A bunkó (The Jerk)                                  | Daniel Sackheim     | Leonard Dick                                                   | 2007. május 15. 2008. május 7.          | 21,19 millió |
| Egy sakkversenyen közben az egyik fiatal játékos dührohamot kap, és ráront az ellenfelére, miközben összeesik. House és a csapata nekilát kideríteni, hogy mi is okozhatja a kamasz állandó fejfájását, valamint az ezzel párosuló személyiségzavarát. Amikor a fiú átesik minden vizsgálaton, House rádöbben, hogy a beteg egyszerűen csak bunkó, és a betegségének valójában semmi köze a viselkedéséhez. Eközben House azon mesterkedik, hogy megfúrja Foreman állásinterjúját. Végső diagnózis: hemochromatosis |     |                                                     |                     |                                                                |                                         |              |
| 70. | 24. | Emberi hiba (Human Error)                           | Katie Jacobs        | Thomas L. Moran & Lawrence Kaplow                              | 2007. május 29. 2008. május 14.         | 17,23 millió |
| Kubai pár hánykolódik egy csónakbaleset után a tengeren. Amikor kimentik őket, kiderül, hogy azért utaztak ennyit az életüket kockáztatva, mert még nem tudták diagnosztizálni a nő betegségét. Az utolsó reménységük House és csapata. Foreman, Chase és Cameron mindent elkövet a betegért, de House még csak meg se vizsgálja, inkább azzal van elfoglalva, hogy Foremant maradásra bírja. Eközben Chase vitába száll vele, majd House kirúgja a csapatából, végül pedig Cameron is felmond. Így House csapat nélkül marad. Végső diagnózis: veleszületett szívfejlődési rendellenesség |     |                                                     |                     |                                                                |                                         |              |

## Fogadtatás
Az évad legnézettebb epizódja az "Egy nap, egy szoba" volt, amit 27,4 millióan láttak a bemutatásakor. A harmadik évadot átlagosan 19,4 millió néző követte nyomon, amivel a 2006-07-es televíziós évadban a hetedik legnézettebb műsor volt.
Jennifer Morrisont és Joel Greyt a "Tudatos beleegyezés" című epizódban nyújtott szerepük miatt szerették volna, ha felkerültek volna az Emmy-díjra jelöltek közé, a legjobb női mellékszereplő drámasorozatban és a legjobb vendégszereplő drámasorozatban kategóriákban. Egyiküket sem jelölték végül.
Ugyancsak ajánlották John Larroquette-et és David Morse-t "A kómás fickó fia" című epizódért a legjobb vendégszereplő drámasorozatban kategóriában. Morse végül eljutott a jelölésig, de díjat nem kapott. Lisa Edelstein-t is ajánlották a legjobb női mellékszereplő dráma sorozatban kategóriában, de végül őt sem jelölték.
A "Fél-nóta" című epizódot a legjobb drámasorozat és a legjobb forgatókönyv, Hugh Laurie-t pedig a legjobb főszereplő drámasorozatban kategóriában ajánlották. A sorozat és Laurie jelölésre kerültek, de díjat nem nyertek. Ugyancsak jelölték Omar Epps-t a "Szobatisztaság" című részért a legjobb férfi mellékszereplő drámasorozatban kategóriában, de végül őt sem jelölték.